# Moncourt
Moncourt é uma comuna francesa na região administrativa de Grande Leste, no departamento de Mosela. Estende-se por uma área de 6,74 km². Em 2010 a comuna tinha 70 habitantes (densidade: 10,4 hab./km²).